# Gissa vem som kommer på middag

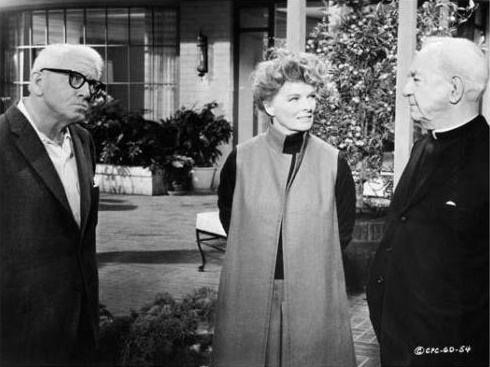
Tracy, Hepburn och prästen Cecil Kellaway i en scen ur filmen.

Gissa vem som kommer på middag (originaltitel: Guess Who's Coming to Dinner) är en amerikansk film från 1967 i regi av Stanley Kramer. I huvudrollerna ses Spencer Tracy, Sidney Poitier, Katharine Hepburn och Katharine Houghton. Filmen innehåller en (då sällsynt) positiv representation av den kontroversiella frågan om blandäktenskap, som historiskt sett varit olagliga i de flesta stater i USA och fortfarande var olagliga i 17 stater - främst i Södern - fram till den 12 juni 1967, sex månader innan filmen hade premiär. Detta ungefär två veckor efter att Tracy filmat sin sista scen (och två dagar efter hans död), då anti-rasblandningslagarna upphävdes av högsta domstolen i Virginia. Filmens Oscarsnominerade filmmusik komponerades av Frank De Vol. Filmen är känd för att vara den nionde och sista gången Tracy och Hepburn spelade mot varandra på vita duken, inspelningen slutade bara 17 dagar innan Tracys död. Hepburn såg aldrig den färdiga filmen, då minnena av Tracy var för smärtsamma. Filmen hade premiär i december 1967, sex månader efter hans död.

## Handling
Christina och Matthew Drayton får besök av dottern Joey och hennes fästman John Prentice, en känd svart läkare. Christina accepterar att Joanna gifter sig med John, medan Matthew hyser betänkligheter mot ett så kallat blandäktenskap. Även Johns föräldrar är tveksamma och rädda för konsekvenserna, väl medvetna om den rasism och diskriminering som finns i samhället. De båda familjerna träffas och diskuterar sina olika ståndpunkter.

## Rollista
| Spencer Tracy      | – Matt Drayton           |
| Sidney Poitier     | – Dr. John Wade Prentice |
| Katharine Hepburn  | – Christina Drayton      |
| Katharine Houghton | – Joey Drayton           |
| Cecil Kellaway     | – Monsignore Mike Ryan   |
| Beah Richards      | – Mary Prentice          |
| Roy Glenn          | – John Prentice Sr.      |
| Isabel Sanford     | – Tillie                 |
| Virginia Christine | – Hilary St. George      |

## Om filmen
I filmen framför Jacqueline Fontaine sången Glory of Love av Billy Hill.
Gissa vem som kommer på middag blev Spencer Tracys sista film, han avled sex månader innan filmen hade premiär.
Katharine Hepburn fick en Oscar för sin prestation i kategorin bästa kvinnliga huvudroll vid Oscarsgalan 1968. Filmen fick också en Oscar för bästa originalmanus. Katharine Houghton, som spelar dottern, är i verkligheten systerdotter till Katharine Hepburn som spelar hennes mor i filmen.
Filmen fick svensk premiär den 4 april 1968, samma dag som Martin Luther King (som omnämns i filmen) mördades. 
2005 släpptes en omarbetad nyinspelning med titeln Guess Who. I den filmen är rollerna ombytta; filmen är en komedi och handlar om en svart familj som för första gången får träffa dotterns vita fästman.